# Balesh Sharma
Balesh Sharma byl od konce roku 2013 do března 2017 generálním ředitelem společnosti Vodafone Czech Republic. Ve funkci ho nahradil viceprezident pro péči a prodej Jiří Báča. Sharma působil více než 20 let v mezinárodních společnostech po celé Indii, v roce 2003 začal pracovat pro indický Hutchinson Telecom, který o 3 roky později začal patřit pod Vodafone. Od února 2011 vedl pobočku Vodafone na Maltě, pak od konce roku 2013 v České republice, odkud nakonec zamířil zpět do Vodafone Indie na pozici provozního ředitele. 